# 根号
根号（こんごう、英 : radical symbol）とは、ある数がn乗される前の元の数、すなわちある数の冪根を表すのに用いる記号で、√ のことである。
2が2乗される前の数は、根号を用いて {\textstyle {\sqrt {2}}}（ルート2）と表し、これを2の平方根という。
3が3乗される前の数は {\textstyle {\sqrt[{3}]{3}}} と表し、これを3の立方根という。
このように、ある数を a とおいた場合、a が n乗される前の数、すなわち a の n乗根は {\textstyle {\sqrt[{n}]{a}}}と表される。

## 歴史
冪根という数の概念は紀元前のピタゴラスの時代からあったが、その頃は単なる無理数で記号は用いられていなかった。
その後、インドの数学者ブラーマグプタは無理を表す「carani」の頭文字{\displaystyle c}を用いて表す方法を生み出した。
13世紀には記号が根の意味を持つようになりラテン語の radix（根や根源の意、英語の root に相当）を用いたり、イタリアでは radix を略した記号として大文字の{\displaystyle R}と小文字の{\displaystyle x}を組み合わせた記号が使われるようになった。
イギリス系では latus（正方形の一辺の意、英語の side に相当）の頭文字{\displaystyle l}が使われた。
ドイツの数学者クリストッフ・ルドルフによる1525年の著作 “Coss”（『代数』）で、根号の原型となる {\displaystyle \surd } が初めて用いられたとされ、この記号は radix の頭文字の r を変形したものであるといわれるが諸説ある。
上に横棒を引いて範囲を示すのは、1637年にルネ・デカルトが考案した。
平方根以外のn乗根についてはしばらく形式が決まらず、アイザック・ニュートンは {\displaystyle \surd ^{3}}として立方根を表した一方で、デカルトは cube の頭文字の c を用いて立方根を{\displaystyle {\sqrt {c.a}}}（{\displaystyle a}は何らかの数）と表した。
このような表し方の違いは、17世紀から18世紀頃に現在の表し方に統一されていった。

## 用例
共通のルールとして、乗法や除法の記号は省略し、除法の場合は分数で表す。
{\displaystyle 3\times {\sqrt {2}}\rightarrow 3{\sqrt {2}},\quad {\sqrt {2}}\div 3\rightarrow {\frac {\sqrt {2}}{3}}}

### 平方根
√ の横線の下に平方根を求める数式を書く。式が長い場合は必要なだけ横線をのばす。
{\displaystyle {\sqrt {2\,}},\quad {\sqrt {x\,}},\quad {\sqrt {x+y+z+w+\dotsb \;}}}
演算の優先順位は横線により示されるが、その後も数式が続くときは印刷の都合などで判別しにくいことがあるので、全体を括弧でくくったり、乗算記号を書いたりすることもある。
{\displaystyle {\sqrt {x}}\,y={\bigl (}{\sqrt {x}}{\bigr )}y={\sqrt {x}}\cdot y\neq {\sqrt {xy}}}
非負の実数の平方根（のうち根号で表される方）は{\textstyle {\frac {1}{2}}}乗であり、根号の代わりに冪乗で表すこともある。
{\displaystyle {\sqrt {x}}=x^{\frac {1}{2}}}
開平法の筆算においては、√ の横棒の上に被開平数2桁ごとに求めた根の値を書く。左に垂れ下がる記号の形状と、横棒の上に求めた値を書く点は、除算の筆算の記号（⟌）と共通しているが、「√」と「⟌」は別物である。

#### 多重根号
根号は必要なだけ入れ子にできる。このように入れ子にした式は根号の中に無理式を含むパターンであることがほとんどであるため、基本的に多重根号となる。
{\displaystyle \quad {\sqrt {x+{\sqrt {x+{\sqrt {x+{\sqrt {x+\dotsb \ }}\;}}\;}}\,}}}

### イデアルの根基
可換環のイデアル {\textstyle {\mathfrak {a}}} の根基は
{\displaystyle {\sqrt {\mathfrak {a}}}:={\bigl \{}x\mathrel {\big |} x^{n}\in {\mathfrak {a}}{\text{ for some integer }}n>0{\bigr \}}.}
非可換の場合は
{\displaystyle {\sqrt {\mathfrak {a}}}:={\bigl \{}a\mathrel {\big |} {\text{if }}S{\text{ is an }}m{\text{-system, and }}a\in S{\text{ then }}S\cap {\mathfrak {a}}\neq \emptyset {\bigr \}}.}

### コンピュータでの表現
プレーンテキストで表すときは、√の後に数字等を続ける。あるいは単に、1/2乗と表す。演算の優先順位がはっきりしないなら括弧を使う。
√x
x ^ (1/2)
√(x + b)
HTML等では、数字等の上にオーバーラインをつけることもある。環境によっては根号と綺麗に繋がらない。
√x

## 符号位置
| 記号 | Unicode | JIS X 0213 | 文字参照                 | 名称                 |
| ---- | ------- | ---------- | ------------------------ | -------------------- |
| √    | U+221A  | 1-2-69     | &radic; &#x221A; &#8730; | 根号 SQUARE ROOT     |
| ∛    | U+221B  | -          | &#x221B; &#8731;         | 三乗根号 CUBIC ROOT  |
| ∜    | U+221C  | -          | &#x221C; &#8732;         | 四乗根号 FOURTH ROOT |